# Truth or Dare (2018)
Truth or Dare (bra: Verdade ou Desafio; prt: Verdade ou Consequência) é um filme norte-americano de 2018, dos gêneros suspense e terror, dirigido por Jeff Wadlow, com roteiro dele, Michael Reisz, Jillian Jacobs e Chris Roach.
Estrelado por Lucy Hale, Tyler Posey, Violett Beane, Hayden Szeto, e Landon Liboiron, o filme é inspirado no jogo do mesmo nome. Jason Blum serve como produtor através da Blumhouse Productions. A Universal Pictures distribuiu o filme.
O filme foi lançado nos cinemas estadunidenses em 13 de abril de 2018, o filme recebeu críticas negativas dos críticos, que disseram que "não era inventivo nem assustador o suficiente para se diferenciar das décadas de lamentáveis slashers que vieram antes dele". Apesar disso, o filme foi um grande sucesso de bilheteria, arrecadando US$ 95,3 milhões em todo o mundo contra um orçamento de apenas US$ 3,5 milhões.
Em Portugal, o filme foi lançado em 19 de abril de 2018, e no Brasil, em 3 de maio de 2018.

## Elenco
| Ator/Atriz            | Personagem                                  |
| --------------------- | ------------------------------------------- |
| Lucy Hale             | Olivia Barron                               |
| Tyler Posey           | Lucas Moreno                                |
| Violett Beane         | Markie Cameron                              |
| Nolan Gerard Funk     | Tyson Curran                                |
| Hayden Szeto          | Brad Chang                                  |
| Sam Lerner            | Ronnie                                      |
| Aurora Perrineau      | Giselle Hammond                             |
| Sophia Taylor Ali     | Penelope Amari                              |
| Landon Liboiron       | Carter / Sam                                |
| Tom Choi              | Oficial Han Chang                           |
| Gary Anthony Williams | Calux (voz da entidade que controla o jogo) |

## Produção
Em 16 de Março de 2017, Blumhouse Productions e a Universal Pictures anunciaram que Jeff Wadlow iria dirigir Truth or Dare e Lucy Hale iria estrelar o filme. Em 24 de Maio de 2017, foi anunciado que Tyler Posey, Violett Beane, Nolan Gerard Funk, Hayden Szeto e Sophia Taylor seriam coadjuvantes no filme.  Em agosto de 2017, Tom Choi estava no elenco do filme. Em 16 de outubro de 2017, foi anunciado que Sam Lerner tinha sido escalado para o filme.

### As filmagens
O filme começou a ser filmado em 8 de junho de 2017 e terminou em 12 de julho de 2017, em Los Angeles.
O filme inicialmente iria ser lançado em 27 de abril de 2018, mas em janeiro de 2018, o lançamento foi mudado para duas semanas antes de sua data de lançamento original: de 27 de abril de 2018 para 13 de abril de 2018 (sexta-feira 13). O trailer oficial do filme foi lançado em 3 de janeiro de 2018.

### Bilheteria
Nos Estados Unidos e no Canadá, Truth or Dare foi lançado junto com Rampage e Sgt Stubby: An American Hero, bem como a grande expansão da Isle of Dogs, e estima-se que lucre entre US$ 12–15 milhões em 3.029 cinemas em seu fim de semana de abertura. O filme faturou US$ 8,2 milhões no primeiro dia (US$ 750 mil), US$ 6,8 milhões no sábado e US$ 19,1 milhões no final de semana, terminando em terceiro atrás de Rampage (US$ 34,5 milhões) e do filme de terror A Quiet Place (US$ 32,6 milhões). Ela caiu 58% em seu segundo final de semana (um pouco acima da média para filmes de terror da Blumhouse), arrecadando US$ 7,8 milhões e terminando em quinto. O filme continuou bem no terceiro final de semana, caindo novamente 58% para US$ 3,2 milhões, terminando em sétimo.

## Recepção
No Rotten Tomatoes, o filme tem uma taxa de aprovação de 17% com base em 59 avaliações e uma classificação média de 3,7/10. O consenso diz: "A apresentação engenhosa de Truth or Dare não é suficiente para tornar esse jogo de terror medíocre muito mais assustador do que uma rodada normal do jogo da vida real". No Metacritic, o filme tem uma pontuação média ponderada de 37 em 100, com base em 27 avaliações, indicando "geralmente avaliações desfavoráveis". As audiências pesquisadas pelo CinemaScore deram ao filme uma nota média de "B-" em uma escala A + a F.
Simon Abrams, do RogerEbert.com, deu ao filme 2/4 estrelas e escreveu que "o diretor Jeff Wadlow e seus três co-autores creditados não vão longe o suficiente para os impulsos primários de seus filmes - humanizar seus assuntos imaturos e / fazê-los morrerem sádico divertidamente". Alex Hudson, do Exclaim!, Chamou o filme de "horror dos números, que oferece clichês ao invés de surpresas", embora tenha acrescentado que "por mais idiota que esse filme tenha sido, eu meio que gostei".
De Variety, Owen Gleiberman chamou-o de "filme de terror em escala livre" e escreveu: "O filme não é assustador, não é excitante, não é divertido e não se alimenta de nenhum tipo de coerção inteligente. Estranhamente árduo, ele se sente cada vez mais frenético e arbitrário".

## Possível sequência
Em abril de 2018, pouco após o lançamento do filme, o diretor Jeff Wadlow falou sobre a possibilidade de uma sequência. Ele falou de uma forma dúbia, dizendo que "definitivamente, toda ideia boa que eu poderia colocar neste filme já está neste filme" mas também não descartou uma sequência, falando que "se o filme for um sucesso e me pedirem para entregar novas ideias, há algumas outras histórias que podem ser contadas através de um jogo sobrenatural de verdade ou desafio". Em fevereiro de 2020, surgiram rumores de que a Blumhouse Productions já estaria desenvolvendo uma sequência.